# شوفالييه دي سان جورج
شوفالييه دي سان جورج (بالفرنسية: Joseph Bologne de Saint-George) هو مبارز بالسيف وعسكري وملحن فرنسي، ولد في 25 ديسمبر 1745 في بايف في فرنسا، وتوفي في 10 يونيو 1799 في باريس في فرنسا.

## وصلات خارجية
- شوفالييه دي سان جورج على موقع IMDb (الإنجليزية)
- شوفالييه دي سان جورج على موقع ميوزك برينز (الإنجليزية)
- شوفالييه دي سان جورج على موقع ديسكوغز (الإنجليزية)